# والتر ليفين
والتر ليفين (بالإنجليزية: Walter Levin)‏ هو معلم موسيقى وعازف كمان وأستاذ جامعي وموسيقي أمريكي، ولد في 6 ديسمبر 1924 في برلين في ألمانيا، وتوفي في 4 أغسطس 2017 في شيكاغو في الولايات المتحدة.

## وصلات خارجية
- والتر ليفين على موقع ميوزك برينز (الإنجليزية)
- والتر ليفين على موقع ديسكوغز (الإنجليزية)